# Godzilla, Mothra and King Ghidorah: Giant Monsters All-Out Attack
Godzilla, Mothra and King Ghidorah: Giant Monsters All-Out Attack (även förkortad till GMK) är en japansk film från 2001 regisserad av Shusuke Kaneko. Det är den tjugofemte filmen om det klassiska filmmonstret Godzilla. Här får man se en ny sida av King Ghidorah.

## Handling
En amerikansk ubåt förstörs under mystiska omständigheter utanför Guam. Admiral Tachibana är säker på att Godzilla är skyldig till katastrofen. 50 år efter sin attack mot Tokyo 1954 har en annan Godzilla kommit för att förstöra Japan.

## Om filmen
Filmen är inspelad i Yokohama och i studio i Tokyo. Den hade världspremiär vi filmfestivalen i Tokyo den 3 november 2001 och har inte haft svensk premiär.

## Rollista (urval)
- Chiharu Nîyama - Yuri Tachibana
- Ryudo Uzaki - Taizô Tachibana
- Masahiro Kobayashi - Teruaki Takeda
- Shirô Sano - Haruki Kadokura
- Masaaki Tezuka - officer (Cameoroll)

## Musik i filmen
- Godzilla Theme av Akira Ifukube
- Great Monster War March av Akira Ifukube